# LNK
LNK (ЛНК, лит. Laisvas ir nepriklausomas kanalas, «Свободный и независимый канал») — литовский коммерческий телеканал ЗАО «Laisvas ir nepriklausomas kanalas».

## История
До 1994 года на частоте LNK в Литве вещал «1-й канал Останкино». В связи с финансовыми трудностями РГТРК «Останкино» отказалась оплачивать вещание на Литву, в результате чего местные власти отдали частоту коммерческому телеканалу «LitPoliinter TV» с сохранением ретрансляции «Останкино», но только на несколько часов в день. Однако спустя несколько месяцев после запуска телеканала концерн «LitPoliinter» начал испытывать финансовые трудности (кроме телеканала в него входили банк и сеть алкогольных магазинов), вследствие чего вещание «LitPoliinter» наоборот постепенно сократилось до нескольких часов в день, а оставшееся время на частоте велась ретрансляция «1-го канала Останкино». С 6 февраля 1995 года вещание «LitPoliinter TV» было прекращено, а «Останкино» в Литве снова начало вещать в чистом виде. Впоследствии концерн «LitPoliinter» был признан банкротом.
1 марта 1995 года в городе Лапес Каунасского района было зарегистрировано ЗАО «Свободный и независимый канал». Телеканал LNK начал вещание 5 мая 1995 года уже на частоте телеканала ОРТ (ныне «Первый канал»). До марта 1996 года в эфире LNK продолжала транслироваться программа «Время» с этого телеканала (впоследствии она была заменена на выпуски новостей собственного производства, а также производства CNN). В 1997 году часть телепрограмм и журналистского коллектива с LNK была перенесена на телеканал BTV, с 2012 года входящий в общий с LNK медиахолдинг «MG Baltic Media». В 1999—2002 годах телекомпания переехала из Лапеса в вильнюсский микрорайон Шяшкине.
В настоящее время в программах LNK преобладают развлекательные передачи, сериалы и художественные фильмы. Трансляция LNK составляет 19 часов в сутки (133 часа в неделю). Доля оригинальных программ, по данным самого канала, достигает 35 %, зарубежная продукция занимает 65 % времени.
С 29 ноября 2018 года вещает версия канала в формате HD.

## Программы
- «Žinios» («Новости») — информационная программа. Транслируется ежедневно в 18:30 по местному времени (с понедельника по четверг - дополнительный выпуск в 21:30).
- «Bučiuoju. Rūta» («Целую. Рута») — ток-шоу
- «Šeškinės 20» — развлекательная программа
- «Bus visko» — тележурнал
- «Nuo... iki.» — тележурнал
- «KK2» («Какаду») и «KK2 Penktadienis» («КК2. Пятница») — развлекательная программа
- «Lietuvos balsas» («Голос Литвы», в т. ч. детская и возрастная версии) — развлекательное шоу талантов